# تضخم العضلات

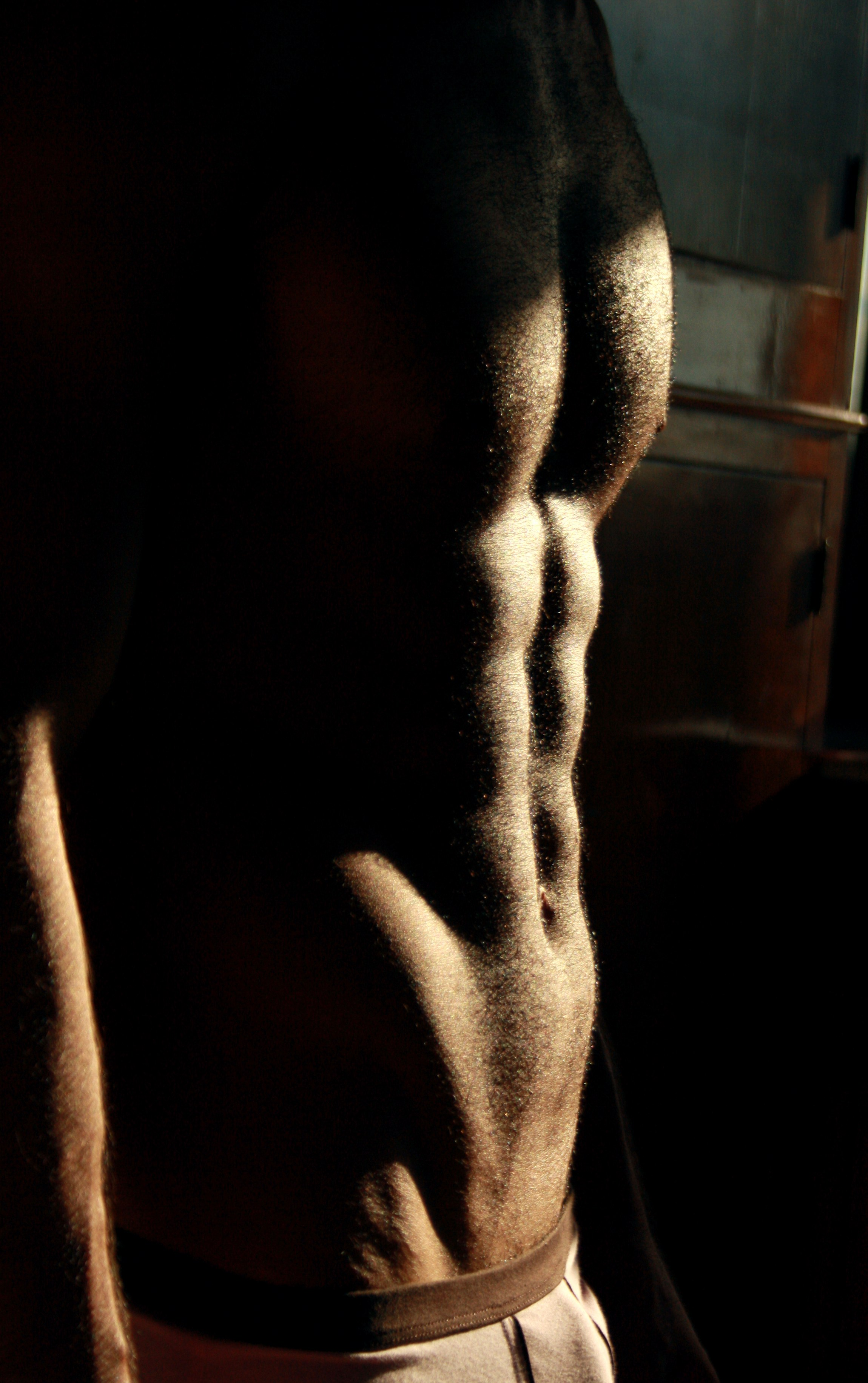
يستخدم الرياضيون مزيجا من تدريب القوة، والنظام الغذائي، والمكملات الغذائية لتعجيل تضخم العضلات.

 يعني تضخم العضلات زيادة في حجم العضلات والهيكل العظمي من خلال نمو في حجم الخلايا المكونة لها. عاملان يساهمان في التضخم: تضخم الساركوبلاسميك، الذي يركز أكثر على زيادة تخزين الجليكوجين العضلي. وتضخم الميوفيبريلار، الذي يركز أكثر على زيادة حجم الليف العضلي.

## محفزات التضخم
يمكن لمجموعة من المحفزات  أن تزيد من حجم خلايا العضلات. تحدث هذه التغيرات كرد فعل للتكيف الذي يعمل على زيادة القدرة على توليد القوة أو مقاومة التعب في الظروف اللاهوائية.

### تدريب القوة
تدريب القوة عادة ما ينتج مزيجا من نوعين مختلفين من التضخم: الانكماش ضد 80 إلى 90% من الحد الأقصى لتكرار واحد لمدة 2-6 التكرار (ممثلين) يسبب تضخم عضلة الليفة العضلي للسيطرة عليها (كما هو الحال في الرافعات الكهربائية، (في الغالب 8-12 من أجل كمال الأجسام أو 12 أو أكثر من أجل التحمل العضلي) ضد الحمل تحت الصفر يسهل أساسا تضخم ساركوبلاسمي (لاعبي كمال الأجسام المحترفين والرياضيين المتحملين). الحمل الزائد التدريجي هو أحد أساليب التدريب المستخدمة في تضخم العضلات. تم دراسة نمو العضلات في وقت مبكر، ولها بعض الارتباط مع تنفيذ برنامج تدريب مقاومة العضلات.

### التدريب اللاهوائي
أفضل وسيلة لتحقيق نمو العضلات على وجه التحديد لا يزال مثيرا للجدل (بدلا من التركيز على اكتساب القوة، والطاقة، أو التحمل). اعتبر عموما أن التدريب المستمر للقوة اللاهوائية سيؤدي إلى تضخم على المدى الطويل، بالإضافة إلى آثاره على القوة العضلية والقدرة على التحمل. يمكن زيادة تضخم العضلات من خلال تدريب القوة وغيرها من التمارين اللاهوائية التي تأخذ وقتا قصيرا، عالية الكثافة. انخفاض كثافة، المدة الأطول للتمارين الرياضية لا يؤدي عموما إلى تضخم الأنسجة بشكل فعال جدا. بدلا من ذلك، فإن تحمل الرياضيين يقوم  بتعزيز تخزين الدهون والكربوهيدرات داخل العضلات، وكذلك الأوعية الدموية الجديدة.

## تورم مؤقت
خلال التمرين، زيادة تدفق الدم إلى المناطق النشطة الأيضية يؤدي إلى زيادة حجم العضلات بشكل مؤقت، وهذا يعرف عموما بمصطلح «ضخ الدم لأعلى». بعد حوالي ساعتين من التمرين وعادة لمدة تمتد من سبعة إلى أحد عشر يوما، تنتفخ العضلات بسبب استجابتها للالتهاب كما يتم إصلاح تلف الأنسجة. يحدث تضخم لمدة طويلة بسبب تغييرات تدوم أطول في هيكل العضلات.

## العوامل التي تؤثر على التضخم
العوامل البيولوجية، والتغذية، ومتغيرات التدريب يمكن أن تؤثر على تضخم العضلات.
خلال سن البلوغ في الذكور، يحدث تضخم بمعدل متزايد. التضخم الطبيعي عادة ما يتوقف عند النمو الكامل في نهاية المراهقة. التستوستيرون هو واحد من هرمونات النمو الرئيسية في الجسم، في المتوسط، وفي الذكور يحدث تضخم العضلات بطريقة أسهل مما في الإناث. أخذ التستوستيرون بكمية إضافية، كما هو الحال في المنشطات، وزيادة النتائج. يعتبر أيضا دواء معززا للأداء، يمكن أن يؤدي استخدامه إلى تعليق المنافسين أو حظرهم من المنافسات. التستوستيرون هو أيضا مادة منظمة طبيا في معظم البلدان، مما يجعل من غير القانوني أن تمتلك بدون وصفة طبية. استخدام الستيرويد المنشط يمكن أن يسبب ضمور الخصية، والسكتة القلبية.
هناك حاجة إلى توازن الطاقة الإيجابية، عندما يتم استهلاك المزيد من السعرات الحرارية بدلا من حرقها، لعملية الأيض، وبالتالي تضخم العضلات. هناك حاجة إلى زيادة في البروتين، وخاصة الأحماض الأمينية بالسلاسل الفرعية، لتخليق البروتين العالي الذي له الفضل في تدريب الرياضيين كي تتضخم العضلات.
متغيرات التدريب، في سياق تدريب القوة، مثل التردد، والكثافة، والحجم الكلي تؤثر أيضا بشكل مباشر على زيادة تضخم العضلات. الزيادة التدريجية في كل من هذه المتغيرات التدريبية سوف تسبب تضخم العضلات.

## التغيرات في تخليق البروتين وبيولوجيا الخلايا العضلية المرتبطة بالمحفزات

### تخليق البروتين
تقوم موصلات الدم بترشيحه لتغيير نمط التعبير الجيني. تندمج البروتينات مع محفزات ميوفيبريلز (سلاسل ساركومير داخل خلايا العضلات). هناك حدودا بخصوص إلى أي مدى يمكن أن يصبح حجم الميوفيبريل: في مرحلة ما، تقوم المحفزات من ذلك النوع بالانقسام. تحدث هذه الأحداث داخل كل الألياف العضلية. هذا ما يعرف بتضخم النتائج في المقام الأول من نمو كل خلية عضلية، بدلا من الزيادة في عدد الخلايا. خلايا العضلات الهيكلية هي فريدة من نوعها ولكن في الجسم  يمكن أن تحتوي على مراكز متعددة، وعدد تلك المراكز يمكن أن يزيد.
يقلل الكورتيزول من امتصاص الأحماض الأمينية من الأنسجة العضلية، ويمنع تخليق البروتين. يحدث زيادة قصيرة الأجل في تخليق البروتين الذي يحدث بعد تدريب المقاومة العضلية فتعود إلى وضعها الطبيعي بعد حوالي 28 ساعة في الشباب الذكور الحاصلين على تغذية كافية. وجدت دراسة أخرى أن تخليق البروتين العضلي يكون مرتفعا حتى 72 ساعة بعد التدريب.
وجدت دراسة صغيرة أجريت على الشباب وكبار السن أن تناول 340 غرام من لحم البقر الخالية من الدهون (90 غرام من البروتين) لم يزيد من تخليق البروتين العضلي أي أكثر من ابتلاع 113 غراما من لحم البقر الخالية من الدهون (30 غرام من البروتين). في كلتا المجموعتين، والعضلات تخلق البروتين بنسبة 50٪. استنتجت الدراسة  أن أكثر من 30 غرام من البروتين في وجبة واحدة لن تزيد من تعزيز تحفيز تخليق البروتين العضلي في الشباب وكبار السن. مع ذلك، فإن هذه الدراسة لم تحقق تخليق البروتين فيما يتعلق بالتدريب. بالتالي فإن الاستنتاجات من هذا البحث مثيرة للجدل.
ليس من غير المألوف لكمال الاجسام  ينصح تناول البروتين بأن يصل إلى 2-4 غرام لكل كيلوغرام من وزن الجسم يوميا. مع ذلك، فقد أشارت الدراسات العلمية إلى أن هذا أعلى من اللازم، حيث أن تناول البروتين أكثر من 1.8 غرام لكل كيلوغرام من وزن الجسم أظهر أنه ليس له تأثير أكبر على تضخم العضلات. أظهرت دراسة أجرتها الكلية الأمريكية للطب الرياضي (2002) أن كمية البروتين الموصى بها يوميا للرياضيين في 1.2-1.8 غرام لكل كيلوغرام من وزن الجسم. على النقيض تماما، فإن دي باسكوالي (2008)، المستشهد بدراسات حديثة، يوصي بحد أدنى من البروتين من 2.2 غرام / كجم "لأي شخص يشارك في الرياضة الترفيهية أو المكثفة التي ترغب في تعظيم كتلة الجسم النحيل ولكن لا ترغب في زيادة الوزن، ولكن الرياضيون الذين يريدون القوة، قد يحتاجون إلى أكثر من ذلك لتعزيز تكوين الجسم والأداء الرياضي.في أولئك الذين يحاولون تقليل الدهون في الجسم وبالتالي يريدون زيادة تكوين الجسم، على سبيل المثال في الرياضة مع فئات الوزن وفي كمال الاجسام، فمن الممكن أن البروتين قد يقوم بزيادة أكثر من 50% في تصنيع السعرات الحرارية التي يكتسبونها يوميا.

### ميكروتراوما
ميكروتراوما، هو ضرر صغير للألياف، قد يلعب دورا هاما في نمو العضلات. عندما يحدث الميكروتراوما (من تدريب الوزن أو الأنشطة الشاقة الأخرى)، يستجيب الجسم عن طريق أوفيركومبنساتينغ، لتحل محل الأنسجة التالفة وإضافة المزيد، بحيث يتم تقليل خطر تكرار الضرر. تم النظر إلى الأضرار التي لحقت بهذه الألياف كسبب محتمل لأعراض تأخر العضلات في بداية الألم (دي أو إم إس)، ولهذا السبب الزائد التدريجي أمر ضروري لمواصلة التحسين، كما يتكيف الجسم ويصبح أكثر مقاومة للإجهاد. مع ذلك، أظهر العمل دراسة مسار الوقت للتغيرات في تخليق البروتين العضلي وعلاقتها بالتضخم  أظهر أن الألم لا علاقة له  بالتضخم. في الواقع، في تلك الدراسة أظهر المؤلفون أنه لم يكن حتى اختفاء الألم أن تخليق البروتين كان موجها إلى نمو العضلات.

## ميوفيبريلار والتضخم الساركوبلازمي
في مجتمع كمال الاجسام واللياقة البدنية وحتى في بعض الكتب الأكاديمية يوصف تضخم الهيكل العضلي كما يجري في واحدة من نوعين: ساركوبلاسميك أو ميوفيبريلار. وفقا لهذه الفرضية، خلال تضخم ساركوبلاسمي، وحجم ساركوبلاسميك السوائل في العضلات يقوم بزيادة الخلايا مع عدم وجود زيادة مصاحبة في قوة العضلات، في حين خلال تضخم عضلات الليفة العضلية، وزيادة البروتينات ميكروسين أكتين وميوسين في العدد وإضافة إلى قوة العضلات وكذلك زيادة صغيرة في حجم العضلات. تضخم ساركوبلازمي هو أكبر في عضلات كمال الأجسام بينما تضخم عضلات ميوفيبريلار هو الأكثر انتشارا في من يشتركون في رفع الأثقال الاولمبية. نادرا ما يحدث هذان الشكلان من أشكال التكيف بشكل مستقل عن بعضهما البعض؛ يمكن للمرء أن يشهد زيادة كبيرة في السوائل مع زيادة طفيفة في البروتينات، زيادة كبيرة في البروتينات مع زيادة صغيرة في السوائل، أو مزيج متوازن نسبيا من الاثنين.

## في الرياضات
من الأمثلة على زيادة تضخم العضلات في مختلف الرياضات المهنية، وخاصة القوة المتعلقة بالرياضة مثل الملاكمة، ورفع الاثقال الأولمبية، فنون القتال المختلطة، الرجبي، المصارعة المهنية وأشكال مختلفة من الجمباز. الرياضيون في غيرها من الرياضات القائمة على المهارات مثل كرة السلة والبيسبول وهوكي الجليد، وكرة القدم قد يقومون بالتدريب أيضا لزيادة تضخم العضلات لتتناسب بشكل أفضل مع موقفهم من اللعب.على سبيل المثال، مركز (كرة السلة) قد يرغب اللاعب في أن يكون أكبر وأكثر العضلات ليتجاوز بشكل أفضل خصومه في المنصب المنخفض. تدريب الرياضيين لهذه الرياضة هو تدريب على نطاق واسع ليس فقط في القوة ولكن أيضا في تدريب القلب والأوعية الدموية وعضلات التحمل.